# Midlothian, Texas
Midlothian là một thành phố thuộc quận Ellis, tiểu bang Texas, Hoa Kỳ. Năm 2010, dân số của xã này là 18037 người.

## Dân số
- Dân số năm 2000: 7480 người.
- Dân số năm 2010: 18037 người.